# Austin (Nevada)
Austin – jednostka osadnicza w hrabstwie Lander. W roku 2004, liczba mieszkańców wynosiła 340 osób. Znajduje się na zachodnich zboczach góry Toiyabe Range na wysokości 2013 metrów (6605 stóp). Przechodzi przez nie droga międzystanowa U.S. Route 50.
Miasto założono w 1862 roku, według legendy, przez konnego listonosza, którego koń wskazał mu skałę kopiąc ją. Od lata 1863, Austin i okolice Górniczego Dystryktu Rzeki Reese, zamieszkiwało 10 000 osób i stało się stolicą hrabstwa Lander.
Jedną z atrakcji jest Centrum Kolejowe Nevady, budynek Pierwszej Kolei Transkontynentalnej, która połączyła Austin z Battle Mountain w 1880 roku. Miasto, jednak, szybko podupadło. W 1887 roku, zakończyło się wydobycie srebra, choć w 1910 r. nastąpiło chwilowe ożywienie. W latach pięćdziesiątych XX wieku, odkryto uran, ale ruda okazała się słabej jakości. Obecnie, w małych ilościach, wydobywa się wysokiej jakości turkus.

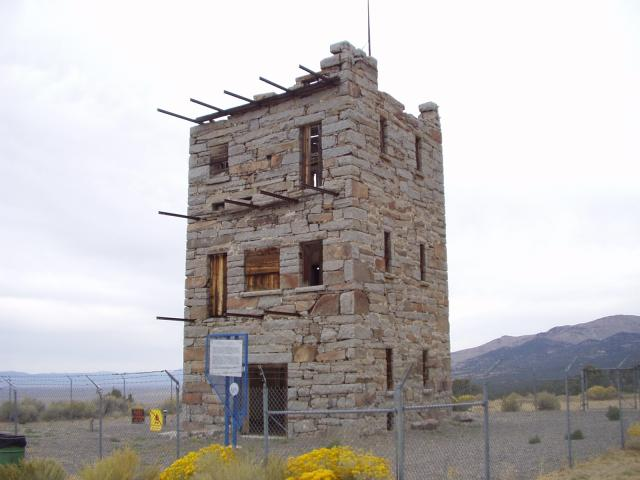
Zamek Hutniczy

Dzisiaj Austin jest miastem wymarłym i, prawdopodobnie, najlepiej zachowanym świadectwem wczesnego górnictwa w Nevadzie. Z zabytków, wymienić można dwa kościoły katolickie i jeden metodystów, wybudowane w 1866 roku. Kościół metodystyczny do dziś stanowi centrum lokalnej społeczności. Katolicki został zakupiony i przywraca się go do dawnej świetności. Drugi był siedzibą biskupa, wybudowany w 1878 i do dziś spełnia swoją rolę. Międzynarodowy hotel, pierwotnie wybudowany w roku 1859 w Virginia City, przeniósł się do Austin trzy lata później. Nadal można kupić napoje i jedzenie, ale pokoje nie są do wynajęcia. Uważa się, że jest to najstarszy tego typu obiekt w tym stanie.
Zamki Hutnicze – trzy kamienne wieże poza granicami miasta. Zostały wybudowane w 1897 roku przez Ansona Phelpsa, bogatego przedsiębiorcy ze wschodu, który interesował się miejscowymi kopalniami. Używane były tylko przez miesiąc.